# Centrocercus
Centrocercus es un género de aves de la subfamilia de los tetraoninos, dentro de la familia de los faisánidos, que habita zonas abiertas de América del Norte.

## Especies
Se han descrito dos especies dentro de este género
- Centrocercus minimus
- Centrocercus urophasianus